# Gustaf Carlsson
Gustaf Carlsson   (Estocolm, 22 de juliol de 1894 - Estocolm, 12 d'agost de 1942) fou un futbolista suec, que jugava de migcampista, que va competir durant la dècada de 1910 i 1920.
El 1924 va prendre part en els Jocs Olímpics de París, on guanyà la medalla de bronze en la competició de futbol.
Pel que fa a clubs, defensà els colors del Mariebergs IK entre 1910 i 1926. Amb la selecció nacional jugà 13 partits, en què no marcà cap gol.